# طراز أيوني

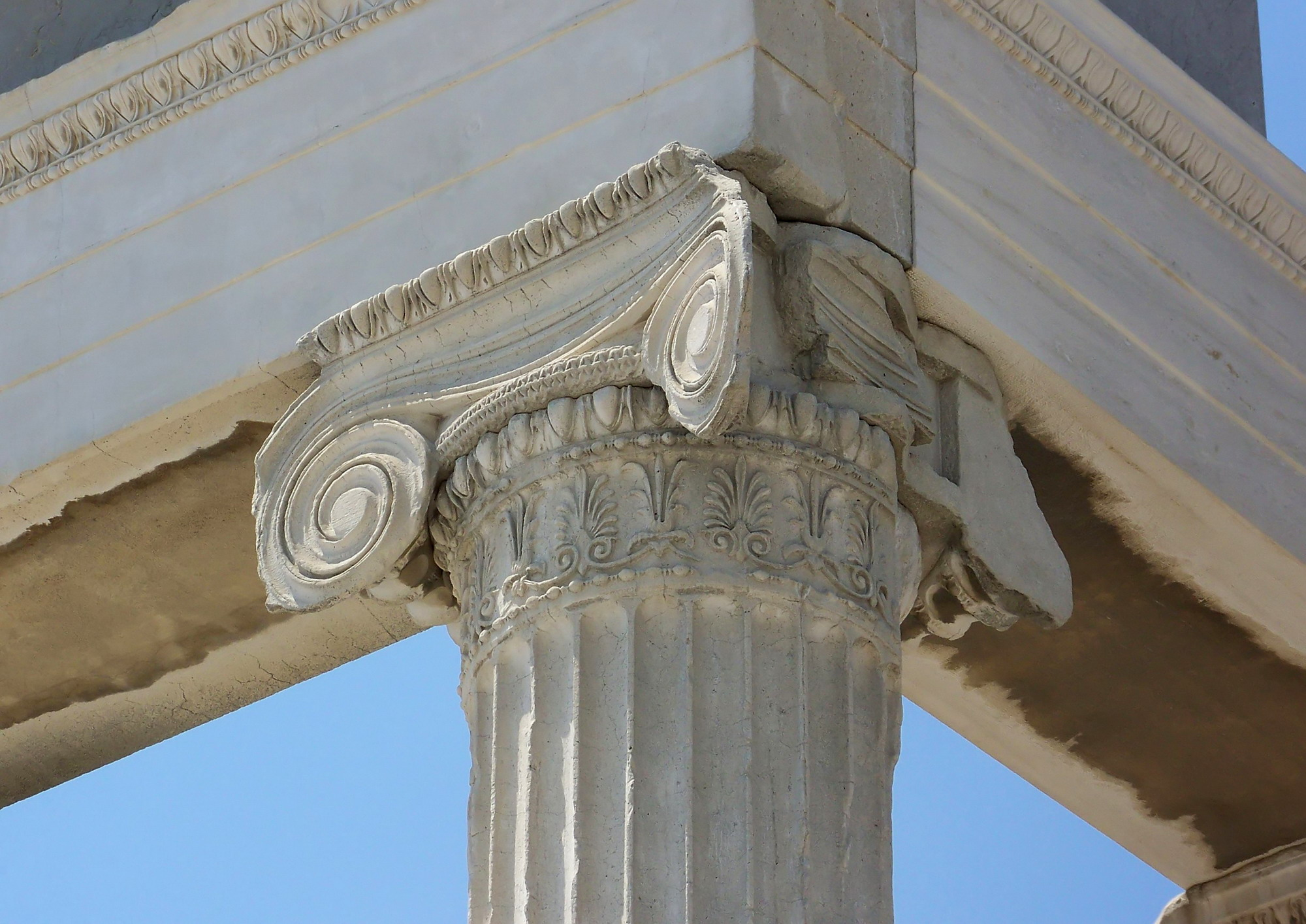

الطراز الأيونيّ (بالإنجليزية: Ionic order) هو أحد الأشكال الثلاثة من نظم الهندسة المعمارية الكلاسيكية، والآخران هما النظامان الدوري والكورنيثي. (أضيف نوعان آخران لاحقًا هما النظام التوسكاني الممتلئ والنمط المركب الكورنيثي في القرن السادس عشر.)